# Face It Alone
«Face It Alone» és una cançó del grup de rock britànic Queen, enregistrada durant les sessions de gravació de l'àlbum The Miracle però que finalment, no va arribar a incloure's en l'edició de l'any 1989. La cançó es va publicar el 13 d'octubre de 2022, per acabar formant part de l'àlbum de col·leccionista Queen The Miracle Collector's Edition.

## Història i gravació
La banda britànica va gravar aquesta cançó, que té una duració de 4 minuts i 7 segons, durant les sessions de l'any 1988 per al disc The Miracle, que s'edità l'any següent. És una de les 6 cançons gravades que en van quedar fora. El tema va ser compost i enregistrat amb Freddie Mercury, dos anys abans de la seva mort. La cançó va ser enregistrada entre Londres i Suïssa.
La cançó és en tonalitat menor, començant amb un lleu riff de guitarra, i amb una lletra solemne.

## Recuperació i publicació
La primera menció a la cançó va ser feta pel guitarrista Brian May i el bateria Roger Taylor, que la mencionaren durant una entrevista a la ràdio de la BBC, l'estiu del 2022. En aquesta entrevista es comentà que la cançó seria editada en una reedició de l'àlbum del grup.
| «              | Ens havíem oblidat una mica d'aquesta pista. Però era allà. Ens vam trobar amb aquesta petita joia del Freddie. És meravellós, un autèntic descobriment. És una peça molt apassionada. | » |
| — Roger Taylor | |   |

Inicialment la banda creia que no es podria recuperar la cançó; no obstant, l'equip de d'enginyeria de so va aconseguir salvar-la.
La cançó va ser publicada el dia 13 d'octubre de 2022 a diverses plataformes digitals, com a part de la promoció de l'àlbum de col·leccionista Queen The Miracle Collector's Edition. Aquesta cançó és la primera cançó inèdita de la banda britànica en més de 8 anys.

## Crèdits
- Freddie Mercury - veu principal
- Brian May - guitarra elèctrica, cors
- Roger Taylor - bateria
- John Deacon - baix